# Велика субота
Велика субота (грч. Μεγάλο Σάββατο), или Страсна субота, је хришћански празник посвећен успомени на погреб Исуса Христа и његов силазак у Ад. Она је део страсне седмице и увод у Васкршње празнике.
Православна црква верује да је Христос био тога дан у гробу Телом, а да је духом био у Аду, а у исто време на престолу био са Оцем и Духом, самим тим што је Он свеприсутни Бог, неодвојив од друга два лица Свете Тројице. На тај дан је Исус Христос показао да је дошао крај старом веку који је био обележен светковањем суботњег дана, и отпочео нови век у коме се светкује дан Његовог Васкрсења.

## Богослужење Велике суботе
Јутрење Велике суботе у новије време не служи се рано изјутра, већ на Велики петак увече. Пред симболичним Христовим гробом, уз кађење и држање свећа, врши се слика Христовог погреба. Уз читање целог 118/119 Псалма певају се статије - стихови у којима се слави умрли Спаситељ као Васкрсење и Живот и изражава бол, жалост и туга Пресвете Богородице. У канону Велике суботе, чије су песме написали Марко Идрунтски (од прве до четврте) и Козма Мајумски (од шесте па до краја), док је ирмосе прве четири песме писала монахиња Касија (810), слави се победа Христова над смрћу и први пут се сазнаје да је ова благословена субота у којој Спаситељ лежи мртав, преблагословена субота. У њој је Спаситељ уснуо, уз Његово обећање да ће Васкрснути у трећи дан.
При крају јутрења, плаштаница се носи три пута око храма, а после њеног поновног полагања у гроб, чита се пред њом Језекиљево пророчанство ο васкрсењу мртвих (Јез 37,1-14), Апостол и Јеванђеље. Великосуботном Литургијом Светог Василија Великог почиње Васкрс. Све до читања Апостола, свештеник служи ову Литургију у црној одежди, а потом облачи белу, јер су се у току ове литургије крштавали оглашени, који су се током целог Васкршњег поста припремали уздржавањем од хране, молитвама и поукама за крштење, које се увек врши у белим одеждама. Једино на овој Литургији, Јеванђеље се не чита са амвона или са царских двери, већ на Христовом гробу, јер је Анђео на гробу Господњем објавио мироносицама вест ο Христовом Васкрсењу.

## Народни обичаји
Велика субота је дан уочи Васкрса у коме се завршавају послови неопходни за дочек великог празника. Спрема се и чисти кућа, приправља рухо, боје јаја, по правилу изјутра пре изласка сунца. У Хомољу месе колач - васкршњак - окићен босиљком, као и мањи колачићи.
У југоисточном Банату месе колачиће који се после бденија носе на гробље. Гроб се прелива вином и окади. На велику суботу се не ради у пољу и жене не раде ручне радове.
У Републици Српској, Поповом пољу, Велику суботу зову и Црвена субота и тада "масте", односно боје јаја у црвено. У кућама које су имале смртни случај, јаја се фарбају у тамно црвено, црно или "масте" у чађи. Јаја искључиво боји женска чељад.